# Paracanace lebam
Paracanace lebam är en tvåvingeart som beskrevs av Wayne N. Mathis och Wirth 1978. Paracanace lebam ingår i släktet Paracanace och familjen Canacidae.
Artens utbredningsområde är Jamaica. Inga underarter finns listade i Catalogue of Life.